# Loiano
Loiano é uma comuna italiana da região da Emília-Romanha, província de Bolonha, com cerca de 4.149 habitantes. Estende-se por uma área de 52 km², tendo uma densidade populacional de 80 hab/km². Faz fronteira com Monghidoro, Monterenzio, Monzuno, Pianoro.

## Demografia
| Variação demográfica do município entre 1861 e 2011                               |
|                                                                                   |
| Fonte: Istituto Nazionale di Statistica (ISTAT) - Elaboração gráfica da Wikipedia |